# Michelle Bertolini
Michelle Marie Bertolini Araque (Caracas, 15 de junio de 1994) es una tenista profesional, modelo y reina de belleza venezolana representante del estado Guárico en el Miss Venezuela 2013 donde obtuvo el título de Miss Venezuela Internacional y por ende obtuvo el derecho de representar a la nación suramericana en el Miss Internacional 2014.

## Biografía
Michelle Bertolini es una modelo venezolana nacida el 15 de junio de 1994 en Caracas, capital de Venezuela. Hija de Enrico Bertolini Collarich (1961), descendiente italiano y Yacqueline Del Valle Araque Ávila (1962). Tiene dos hermanos menores, Enrico y Valerio. Michelle, es jugadora profesional de Tenis; el cual practicado desde muy pequeña, siendo entrenada por el extenista profesional venezolano Jimy Szymanski. Ella participó activamente en campeonatos juveniles internacionales y desde el año 2010, siendo aún una adolescente; disputó varios juegos oficiales de la WTA.
En abril de 2012, en un partido frente a la venezolana Carmen Blanco en el Centro Nacional de Tenis de Caracas, Michelle Bertolini sufrió una lesión de rodilla; que le obligó a alejarse de las canchas por una operación en ligamentos y meniscos, debido a la lesión; poco después decidió incursionar en una agencia de modelaje y posteriormente, ingresó en el Miss Venezuela.

### Vida personal
Después de mes y medio de relación, el 26 de diciembre de 2023; anunció su compromiso con el cantante Ignazio Boschetto. Se casaron civilmente, el 12 de septiembre de 2024; en San Lazzaro di Savena y el 14 de septiembre de ese año, religiosamente en el Lago de Como. El 10 de abril de 2025, dieron a conocer que estaba embarazada y el 29 de abril, revelaron que sería un varón y que tendría por nombre, Gabriele.

## Miss Venezuela 2013
Michelle representó al estado Guárico en la 61.ª edición del Miss Venezuela que se llevó a cabo el 10 de octubre en el Poliedro de Caracas donde compitió con otras 25 candidatas. En dicho certamen obtuvo las bandas especiales de "Miss Fotogénica" y "Miss Rostro", al final de la velada quedó proclamada como Miss Venezuela Internacional por lo que será la representante de dicho país en el Miss Internacional 2014.

## Miss Internacional 2014
Como parte de sus obligaciones como Miss Venezuela Internacional, Michelle tuvo el derecho de representar su país en el Miss Internacional 2014, donde compitió con otras 73 candidatas de diversas partes del mundo por la corona que hasta el momento la ostentaba la filipina Bea Rose Santiago, sin embargo no clasificó al cuadro de finalistas. Dicho evento se llevó a cabo en la ciudad de Tokio, Japón.
| Predecesor: Maria Gabriela Isler | Miss Guárico 2013                 | Sucesor: Mariana Jiménez |
| Predecesor: Elián Herrera        | Miss Venezuela Internacional 2013 | Sucesor: Edymar Martínez |